# Leiostyla relevata
Leiostyla relevata es una especie de molusco gasterópodo de la familia Pupillidae en el orden de los Stylommatophora.

## Distribución geográfica
Es endémica de Madeira.

## Estado de conservación
Se encuentra amenazada de extinción por la pérdida de su hábitat natural.